# ENAV
ENAV S.p.A. è un'azienda pubblica italiana sotto forma di società per azioni, che opera come fornitore in esclusiva di servizi alla navigazione aerea civile nello spazio aereo di competenza italiana.
La società è controllata dal Ministero dell'economia e delle finanze (53,37% del capitale sociale) ed è sottoposta alla vigilanza dell'Ente nazionale per l'aviazione civile (ENAC) e del Ministero delle infrastrutture e dei trasporti.
È quotata nell'indice FTSE Italia Mid Cap della Borsa di Milano dal luglio 2016.

## Ambito operativo
ENAV eroga il servizio di controllo del traffico aereo (ATCS), nonché il Servizio Informazioni Volo (FIS), il servizio informazioni aeronautiche (AIS) e il servizio di osservazioni e previsioni meteorologiche, limitatamente all'emissione dei bollettini meteorologici relativi agli aeroporti (METAR) e allo spazio aereo di competenza.
Le norme operative internazionali, al cui rispetto la società è tenuta, sono quelle definite dall'ICAO, agenzia delle Nazioni Unite deputata appunto alla definizione delle normative internazionali della navigazione aerea.

## Storia
L'attuale società trae le sue origini dall'"Azienda autonoma assistenza al volo traffico aereo generale" (AAAVTAG), istituita nel 1981. L'azienda autonoma subentrò al "Commissariato per l'assistenza al volo"; quest'ultimo era stato istituito tre anni prima come "Azienda per il Controllo del GAT" (Traffico Aereo Generale), per gestire il passaggio di parte dei controllori del traffico aereo e degli aeroporti gestiti in precedenza dai militari dell'Aeronautica Militare inquadrati nell'allora Ispettorato delle telecomunicazioni e assistenza al volo (ITAV), un ente militare alle dipendenze dello stato maggiore dell'Aeronautica Militare.
L'AAAVTAG fu creata successivamente alla smilitarizzazione del controllo del traffico aereo, che faceva seguito a un clamoroso sciopero dei controllori di volo, al momento tutti in forza all'Aeronautica Militare, avvenuto il 19 ottobre 1979. I militari in Italia tuttora non possono scioperare, perciò per sostenere le proprie rivendicazioni, i controllori si erano presentati tutti simultaneamente "dimissionari", astenendosi dal prendere servizio il giorno convenuto. L'evento causò imbarazzi istituzionali e la questione giunse fino all'allora Presidente della Repubblica Sandro Pertini il quale, esercitando i poteri costituzionali di comandante delle Forze armate, convocò una delegazione di controllori, l'allora presidente del Consiglio Francesco Cossiga, il ministro della difesa Attilio Ruffini e quello dei trasporti Luigi Preti, e impose loro un accordo in base al quale fu avviata in tempi brevi la smilitarizzazione di metà dell'organico e fu programmato il graduale abbandono della condizione militare per la rimanente aliquota. Nel frattempo il ruolo dei controllori era assurto a diffusa notorietà in ragione del coinvolgimento negli eventi della strage di Ustica del 1980, in particolare per il supposto possesso di informazioni tecniche non fornite alle commissioni di indagine e alla magistratura e per questioni di reale efficacia del controllo in ottica di difesa militare.
L'AAAVTAG fu creata nel 1981 ed era nota anche con il nome più breve di "Azienda autonoma assistenza al volo", in acronimo ANAV, ed era un ente pubblico non economico che nel dicembre 1996 fu trasformato in ente pubblico economico, con il nome di "Ente nazionale per l'assistenza al volo" (ENAV).
Per sostenere la liberalizzazione del trasporto aereo nel 1997 fu istituito l'Ente nazionale per l'aviazione civile (ENAC), con funzioni di autorità italiana di regolamentazione tecnica, certificazione e vigilanza nel settore dell'aviazione civile.
Il Codice della navigazione, con la modifica del 2005, prevede all'art. 691-bis una riserva di legge in base alla quale i servizi della navigazione aerea, nonché la redazione delle carte ostacoli, sono espletati dall'ENAV.

### Da ente pubblico a società per azioni
Il 1º gennaio 2001, l'ENAV è stato trasformato in una società per azioni di totale proprietà pubblica (ENAV S.p.A.), con oggetto sociale improntato alle funzioni di gestione e controllo del traffico aereo civile in Italia già svolte dall'Ente; la società ha per azionista il Ministero dell'economia e delle finanze e soggiace alla vigilanza di ENAC e Ministero delle infrastrutture e dei trasporti. Compete alla Corte dei conti il controllo di legittimità sulla gestione finanziaria dell'azienda.

### Quotazione in borsa
Nel 2014 il governo Letta annuncia e prepara il collocamento del 49% del capitale sociale di ENAV a privati entro l'anno, privilegiando l'ipotesi di un collocamento in borsa. Nel 2015 il governo Renzi accelera il piano di collocamento e viene annunciata la quotazione in borsa nel 2016.
In aprile 2016 ENAV presenta alla Borsa Italiana e alla CONSOB domanda e documentazione per la quotazione; dall'11 al 21 luglio 2016 è avvenuta l'OPV delle azioni ordinarie collocate a 3,30 euro che esordiscono il 26 luglio alla Borsa di Milano, quando in chiusura raggiungendo i 3,65 euro, realizzano un rialzo del 10,61%.
A dicembre 2016 il Ministero dell'economia e delle finanze detiene il 53,37% del capitale sociale.

## Partecipazioni

### Techno Sky

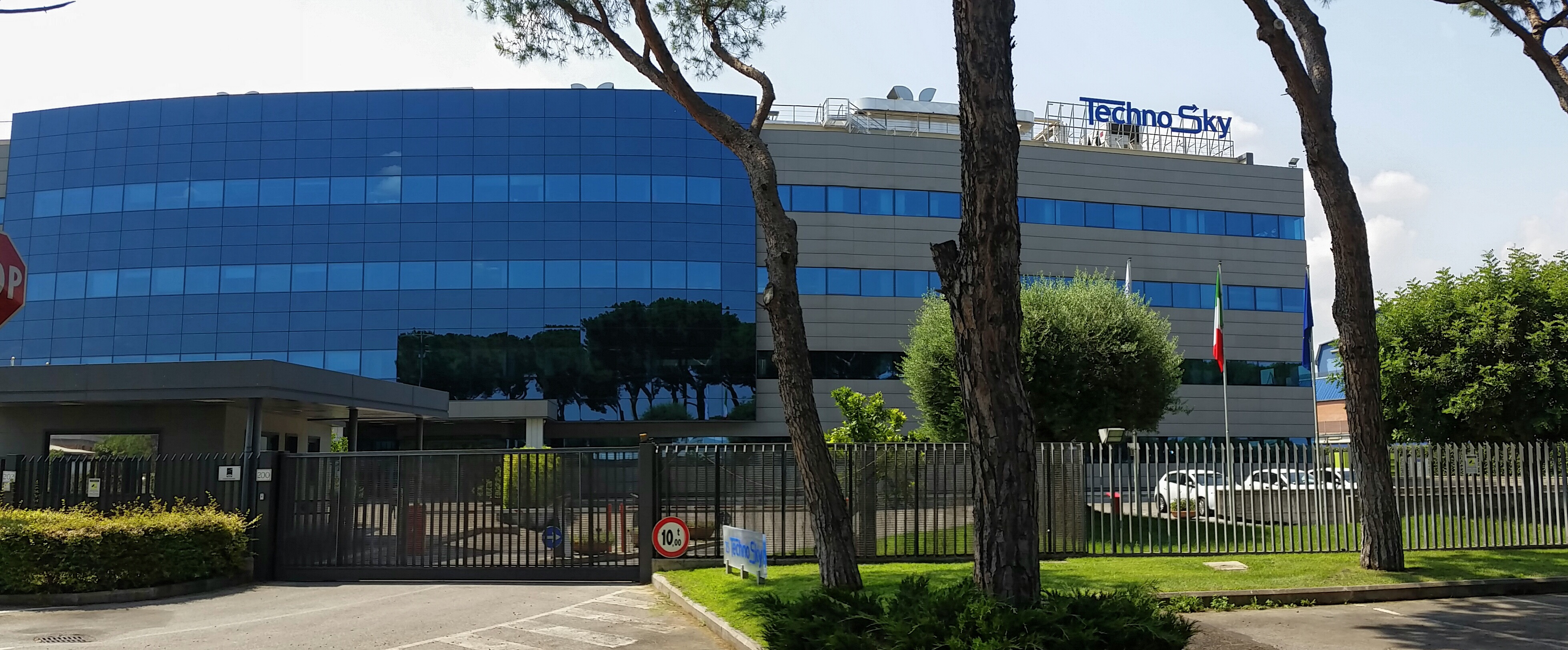
Sede centrale di Techno Sky a Roma

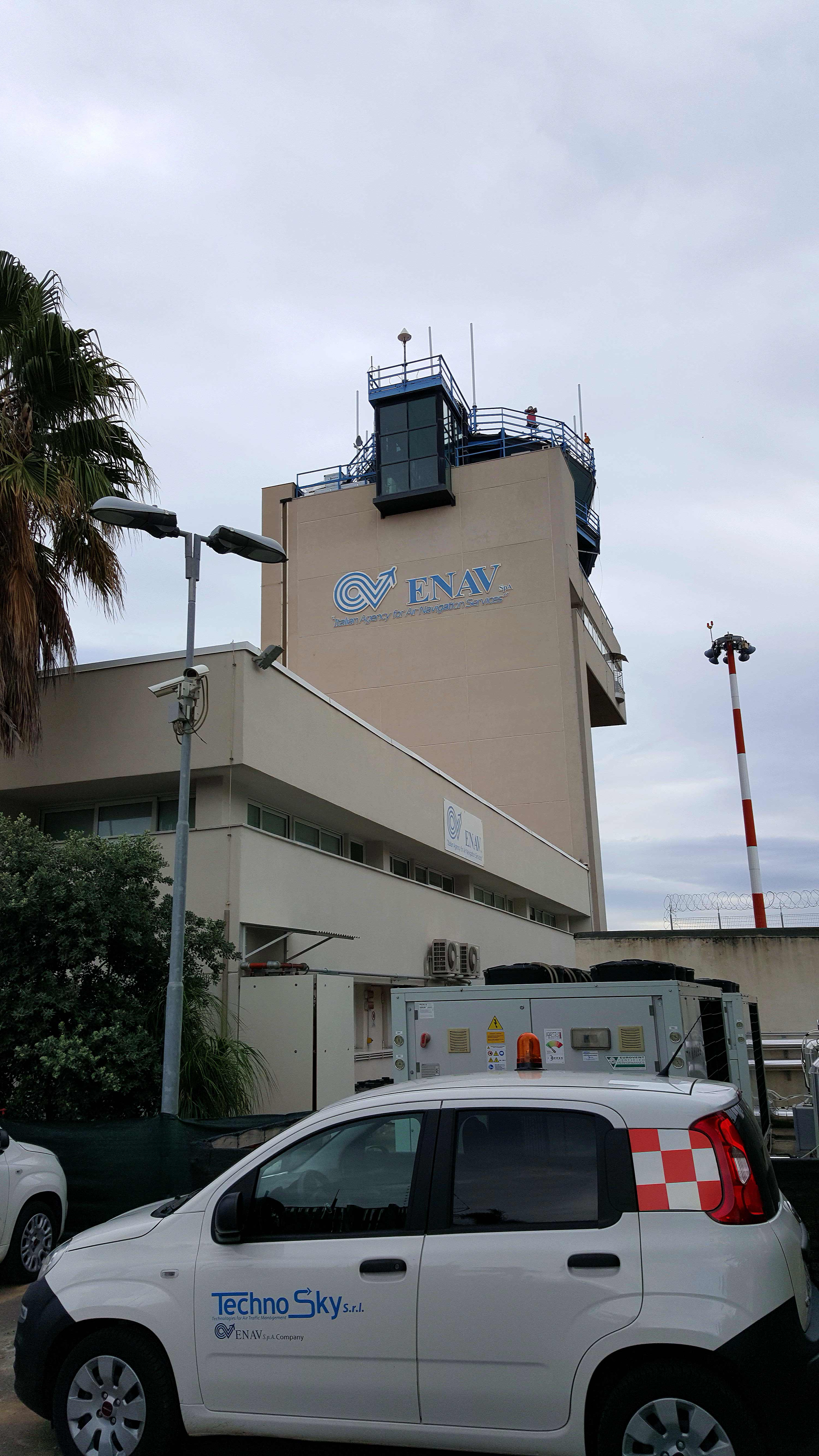
Torre di controllo dell'aeroporto di Catania-Fontanarossa con un veicolo tecnico di Techno Sky davanti a un gruppo elettrogeno contenuto in un container

Nel 2004 ENAV ha bandito una gara europea per l'affidamento di servizi di manutenzione di radar e altri impianti di ausilio alla navigazione aerea, che sino ad allora erano stati gestiti per affidamento diretto dalla Vitrociset. Alla gara parteciparono solo sette concorrenti, due dei quali italiani: oltre alla Vitrociset, la Sirti.
Nel 2006 la società ha acquistato la Vitrociset Sistemi, ramo d'azienda scorporato da Vitrociset, che nel 2007 è stata rinominata in Techno Sky e che prosegue nella manutenzione degli impianti tecnologici di ENAV. Le principali attività di Techno Sky includono la manutenzione dell'hardware e del software, degli impianti ausiliari, la calibrazione degli strumenti, il supporto logistico (gestione parti di ricambio, training) e l'attività di controllo volo. Techno Sky opera oggi nei quattro Centri di controllo d'area (ACC) di Brindisi, Milano, Padova e Roma, e in 43 aeroporti, in aggiunta a 45 sistemi radar e 117 centri di telecomunicazione, quindi su 84 sistemi meteo, 198 sistemi di aiuto alla navigazione aerea (ILS, VOR, DME) e 71 sistemi software.
Techno Sky installa sistemi tecnologici per il controllo del traffico aereo anche per altre istituzioni del settore, in Italia e all'estero.

### Altre partecipazioni
Fanno parte del Gruppo anche IDS AirNav che si occupa di software e piattaforme per la gestione del traffico aereo, D-Flight, società che si occupa della realizzazione di una piattaforma per la gestione dei droni e per l’erogazione dei servizi UAV. Altra società del Gruppo ENAV è ENAV Asia Pacific, società di diritto malese con sede a Kuala Lumpur, che gestisce le attività commerciali di ENAV nell'area del Sud-est asiatico.
Infine ENAV North Atlantic, società di diritto americano, che partecipa al progetto satellitare Aireon.
Riepilogo delle partecipazioni del Gruppo ENAV:
- Techno Sky Srl - 100%
- IDS AirNav 100%
- D-Flight 60%
- ENAV Asia Pacific Sdn. Bhd. - 100%
- European Satellite Services Provider SAS (ESSP) - 16,67%
- ENAV North Atlantic LLC. - 100%
- Aireon - 12,50%[31]

## Servizi di navigazione aerea

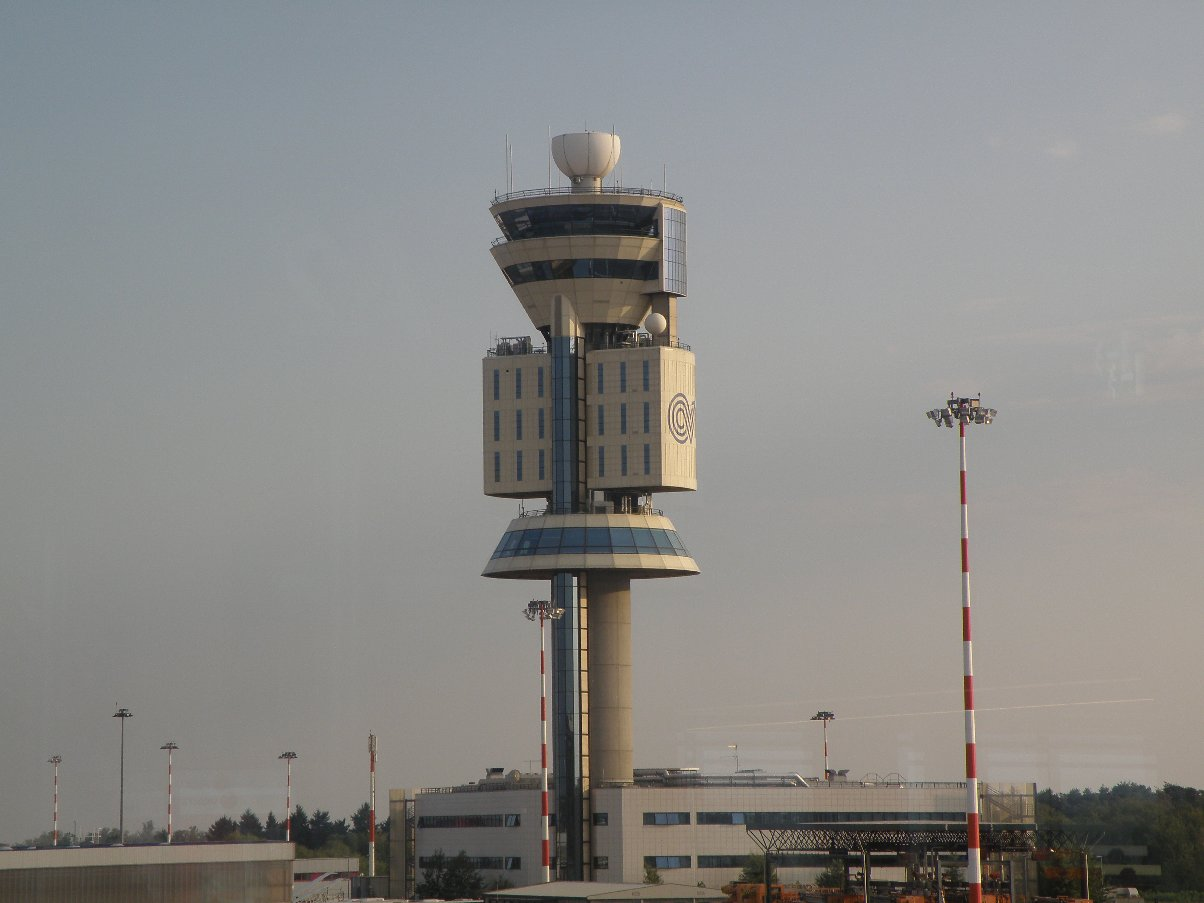
Torre di controllo dell'Aeroporto di Milano-Malpensa

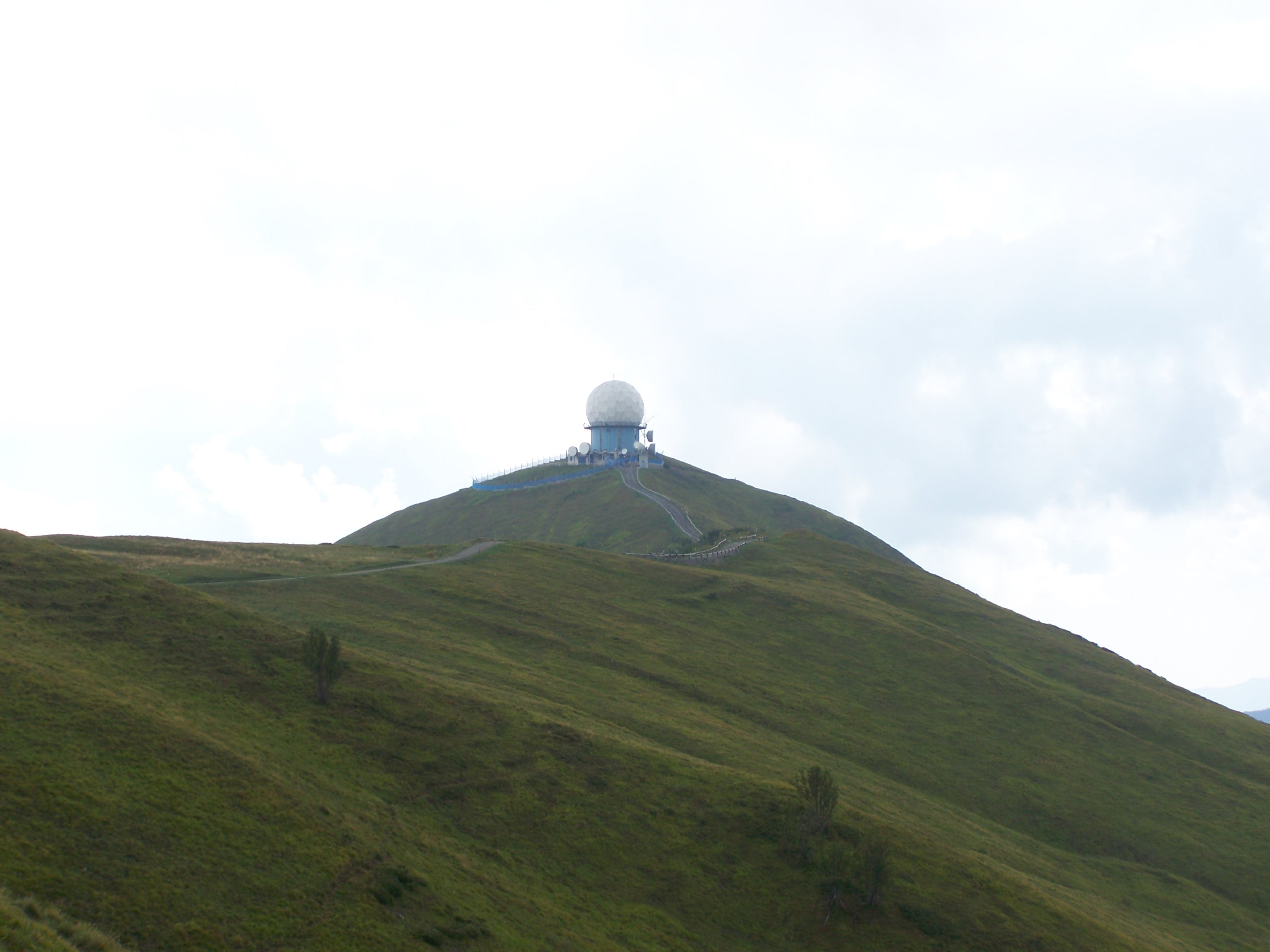
Il radar di rotta situato su Monte Lesima. ENAV dispone di un'infrastruttura tecnologica dedicata a fornire la copertura radar necessaria ad assicurare i servizi di controllo del traffico aereo sullo spazio aereo nazionale

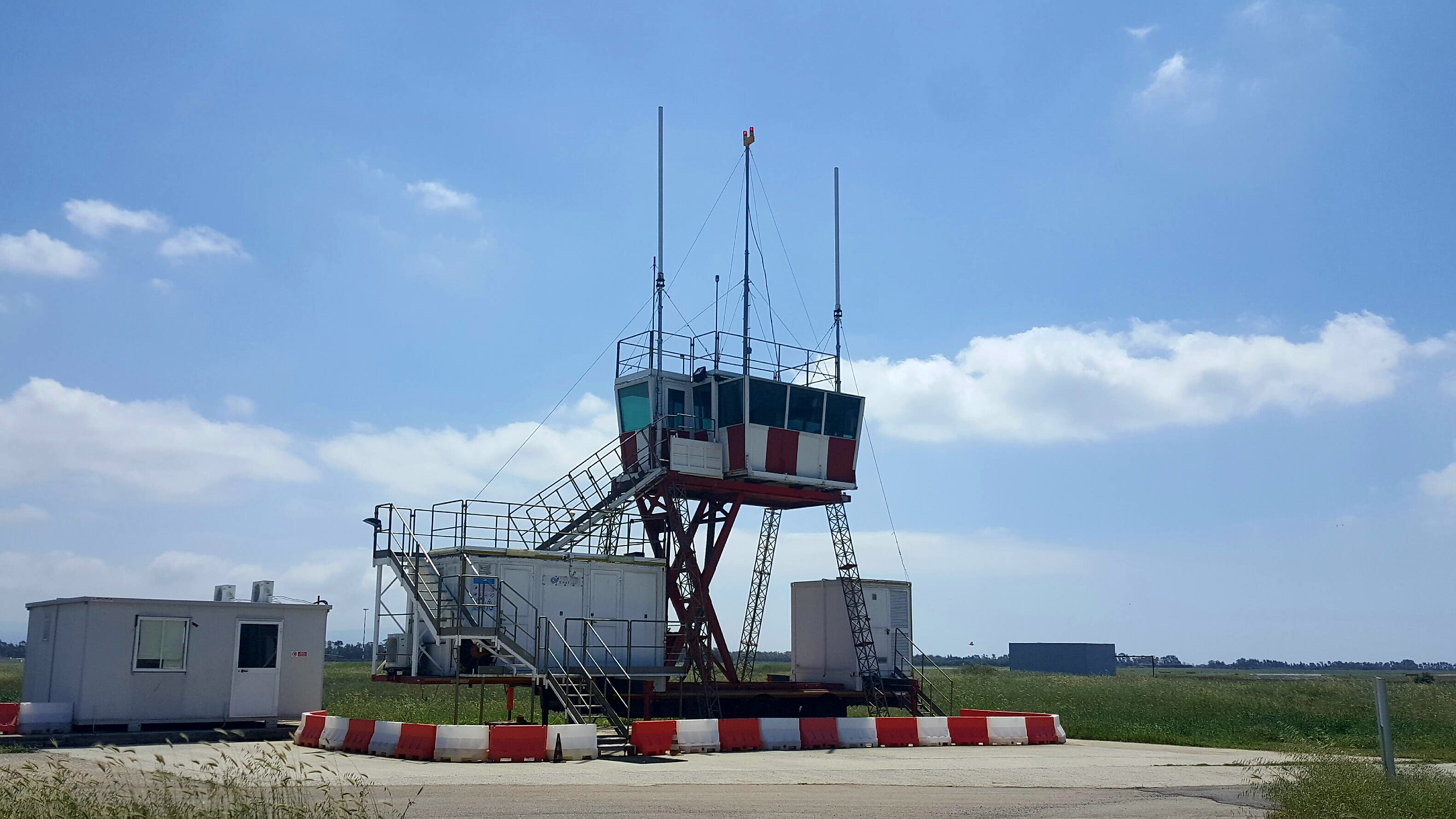
Torre di controllo mobile ENAV in servizio all'Aeroporto di Alghero-Fertilia durante la ristrutturazione della torre di controllo nel 2016

### Controllo del traffico aereo e altri servizi
Dalle torri di controllo di 45 aeroporti e dai centri di controllo d'area (ACC) la società fornisce il servizio di controllo del traffico aereo e altri servizi come ad esempio il Servizio di allarme del traffico aereo.
Usufruiscono dei servizi anche i voli interessati al solo sorvolo dello spazio aereo nazionale, quindi che originano e terminano fuori dall'Italia.

#### Torri di controllo
La società è responsabile del controllo di aeroporto e di avvicinamento presso 45 aeroporti italiani dove, dalle torri di controllo, gestisce i decolli, gli atterraggi gli avvicinamenti finali all'aeroporto (per un raggio di circa 20 miglia), la fase di allontanamento dall'aeroporto stesso e la movimentazione al suolo degli aeromobili.
Sugli scali in cui si registrano minori volumi di traffico, la società fornisce il solo Servizio Informazioni Volo Aeroportuale (AFIS). Quest'ultimo non prevede alcuna autorizzazione per l'atterraggio e il decollo; i piloti ricevono infatti dagli operatori della società solo informazioni meteorologiche e di eventuale altro traffico presente sull'aeroporto.

#### Aeroporti assistiti
Aeroporti in cui ENAV gestisce servizi:
- Albenga
- Alghero-Fertilia
- Ancona-Falconara
- Bari-Palese
- Bergamo-Orio al Serio
- Brescia-Montichiari
- Bologna-Borgo Panigale
- Bolzano
- Brindisi-Casale
- Cagliari-Elmas
- Catania-Fontanarossa
- Comiso
- Crotone
- Cuneo-Levaldigi
- Firenze-Peretola
- Foggia-Gino Lisa
- Forlì-Luigi Ridolfi
- Genova-Sestri Ponente
- Lamezia Terme
- Lampedusa
- Milano-Linate
- Milano-Malpensa
- Napoli-Capodichino
- Olbia-Costa Smeralda
- Padova
- Palermo-Punta Raisi
- Pantelleria
- Parma
- Perugia-Sant'Egidio
- Pescara
- Reggio Calabria
- Rimini-Miramare
- Roma-Ciampino
- Roma-Fiumicino
- Roma-Urbe
- Rieti
- Salerno-Pontecagnano
- Taranto-Grottaglie
- Torino-Aeritalia
- Torino-Caselle
- Treviso-Sant'Angelo
- Trieste-Ronchi dei Legionari
- Venezia-Tessera
- Venezia-Lido
- Verona-Villafranca

#### Centri di controllo d'area

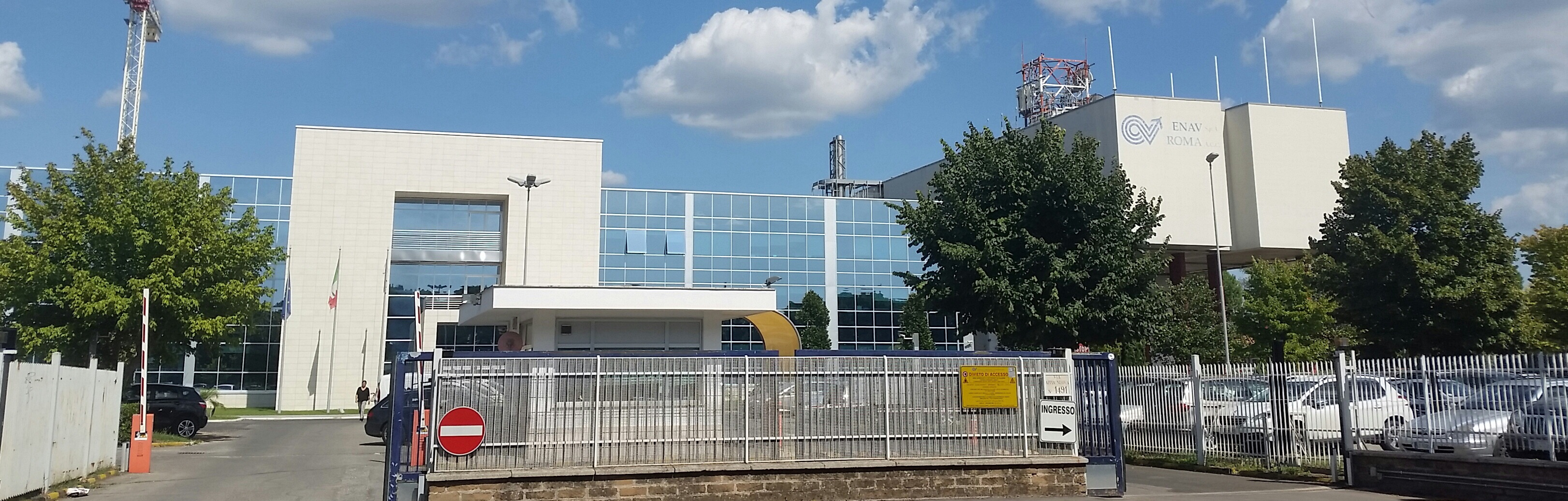
Centro di controllo d'area di Roma-Ciampino

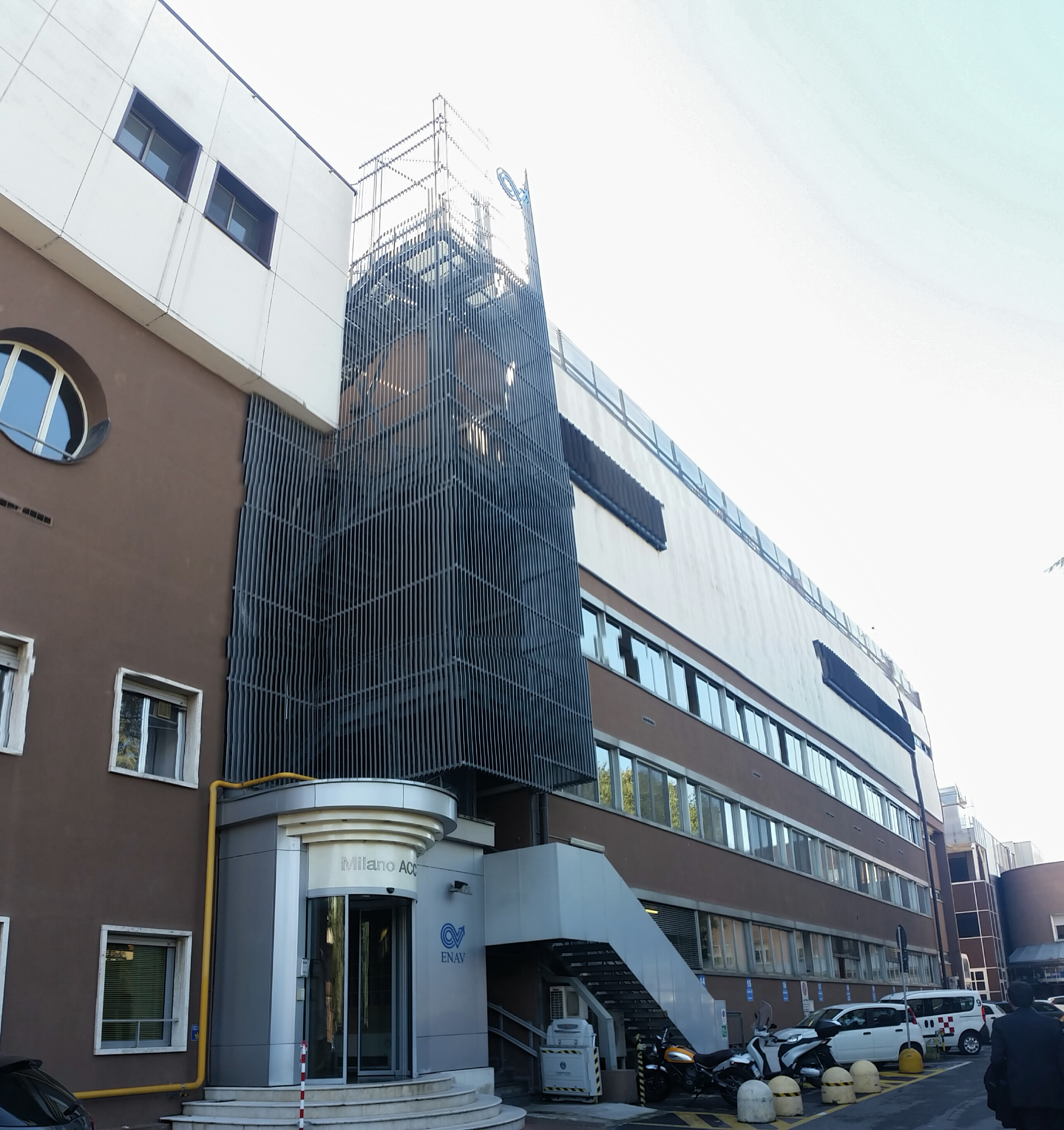
Centro di controllo d'area di Milano-Linate

Oltre alla gestione del traffico aeroportuale, i controllori del traffico aereo forniscono assistenza alla navigazione a tutti gli aeromobili che si trovano a volare nello spazio aereo italiano: sia quelli che sono decollati o debbano atterrare in un aeroporto del paese, sia quelli che si trovano a sorvolare l'Italia durante il loro percorso. Le strutture che gestiscono questo traffico sono i Centri di controllo d'area (ACC), che si trovano a Brindisi, Milano-Linate, Roma-Ciampino e ad Abano Terme; ciascuno di essi ha giurisdizione su una porzione di spazio aereo ben definita.
Nella ripartizione del lavoro dei controllori di un certo ACC, le porzioni di spazio aereo a essi assegnato sono poi divise in spazi aerei più piccoli, per garantire la separazione sia verticale sia orizzontale di ogni aeromobile dagli altri.

### Servizio di informazioni aeronautiche
L'Aeronautical Operational Information System (AOIS) di ENAV, attraverso le piattaforme tecnologiche e le banche dati on-line integrate nel sistema ATM (Air Traffic Management) nazionale e internazionale, assicura la ricezione, l'elaborazione e la distribuzione a utenti interni ed esterni delle informazioni aeronautiche operative relative ai piani di volo (NOTAM, informazioni meteorologiche e messaggi di Air Traffic Flow Management). Le informazioni aeronautiche emesse da ENAV sono consultabili dalla comunità aeronautica tramite la pubblicazione 'AIP Italia' e sul sito ENAV.
Presso ogni torre di controllo un tempo era ubicato un ufficio ARO (Air Traffic Services Reporting Office) per il trattamento di tutte le informazioni di interesse aeronautico, come ad esempio la gestione dei piani di volo; oggi esistono solamente pochi uffici ARO: quello di Roma Fiumicino e di Milano Linate, che si suddividono il territorio nazionale per la fornitura del servizio stesso agli utenti della maggior parte degli aeroporti.

## Altri servizi e strutture

### Radiomisure

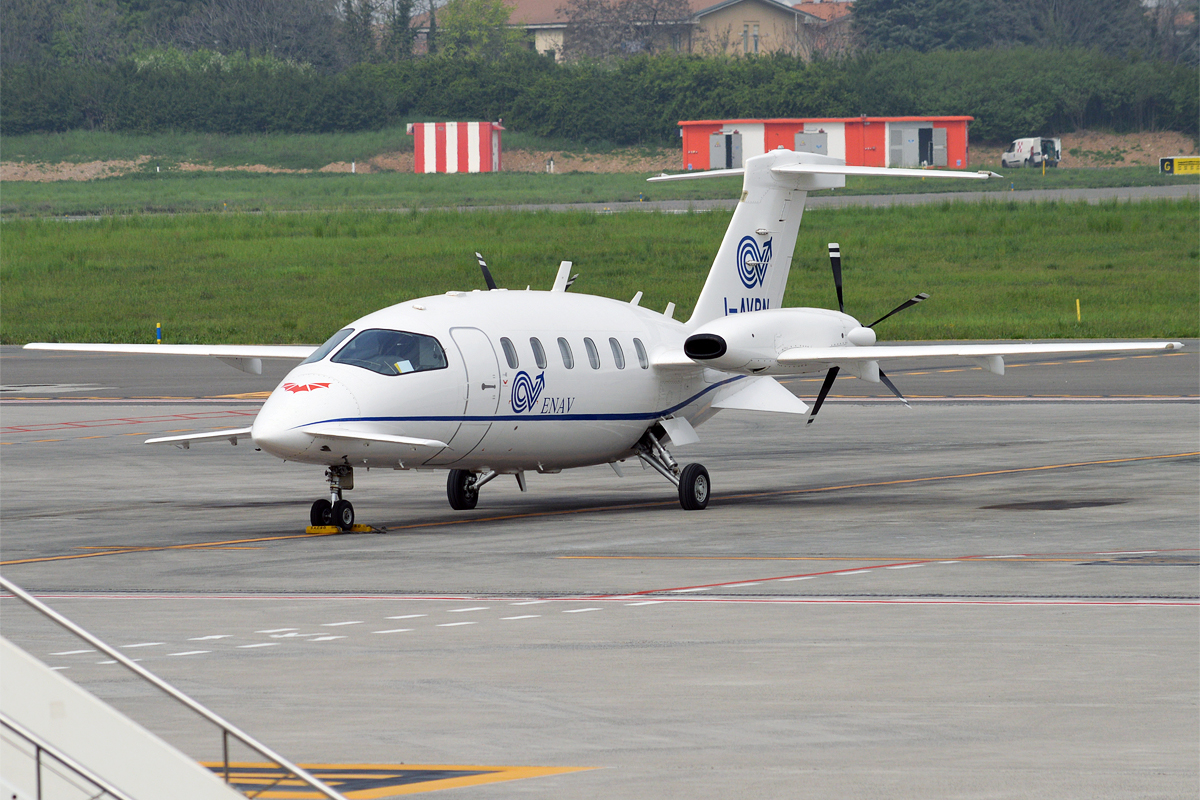
Piaggio P180 Avanti II allestito per le radiomisure, in dotazione a ENAV

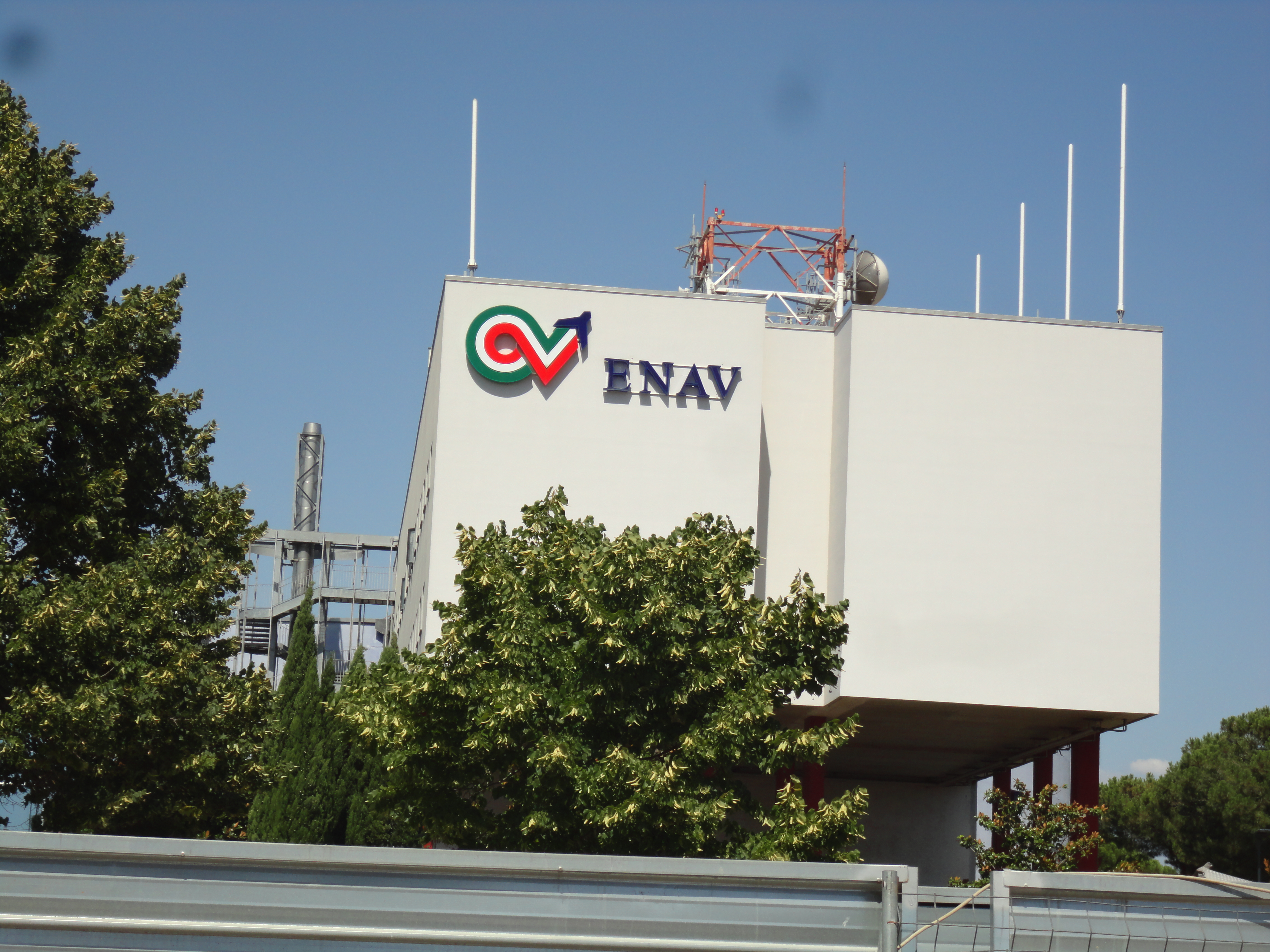
ACC ROMA

ENAV svolge direttamente e tramite la sua società controllata Techno Sky, il servizio radiomisure, attività di controllo dell'attendibilità dei segnali radioelettrici di guida e posizione emessi dalle varie apparecchiature per la navigazione strumentale. Ciò avviene grazie a una flotta composta da velivoli Piaggio Aero P180 Avanti II appositamente allestiti. Il servizio radiomisure consente di effettuare controlli in volo senza l'ausilio di apparecchiature installate a terra e di ottenere risultati in tempo reale.

### Training Centre
Nel 2006 la società ha fondato l'Academy / Training Centre di Forlì, una scuola di formazione per figure professionali del settore del controllo del traffico aereo, ad esempio CTA (Controllori del Traffico Aereo), esperto assistenza al volo, meteorologi e piloti di radiomisure. La società afferma trattarsi dell'unico centro italiano deputato al rilascio delle necessarie abilitazioni.

### Procedure di volo e cartografia aeronautica
ENAV studia e produce in esclusiva nazionale tutte le procedure per la navigazione aerea e gli strumenti cartografici per l'aviazione civile e le mette a disposizione della comunità aeronautica. Si tratta della "cartografia tematica", in cui vengono descritte le procedure operative per il volo e la geografia ATS (Air Traffic System), e della "cartografia topografica" che fornisce la misurazione del territorio a fini aeronautici (segnalazione di ostacoli fissi e mobili).

### Meteorologia aeronautica
Il servizio meteorologico ENAV produce ogni giorno circa 3 000 messaggi di osservazione e 500 di previsione. Gli impianti ENAV dispongono di sensori di rilevamento e diffusione automatica dei dati meteo necessari al decollo e all'atterraggio sicuro dei velivoli. Il servizio di osservazione meteorologica aeroportuale viene fornito da personale EAV (esperto assistenza al volo) e AMO (Aeronautical Meteorological Observers), mentre il servizio di previsione meteorologica viene fornito da personale abilitato AMF (Aeronautical Meteorological Forecaster) in possesso di Diploma di Laurea di II Livello in discipline tecnico-scientifiche, con specializzazione in Fisica dell'Atmosfera e Meteorologia. Il servizio di previsione meteorologica è fornito dal Centro di Previsione Nazionale ItalyMFU, situato all'interno dell'ACC di Roma Ciampino e che provvede all'emissione dei TAF (Terminal Aerodrome Forecast - bollettini di previsione a 9, 24 e 30 ore riportati in codice aeronautico), all'emissione degli avvisi di aeroporto, briefing per i piloti e controllo aereo e al servizio di Veglia Meteorologica 24/7 su tutti gli impianti e FIR di competenza.

## Cooperazione internazionale
ENAV è parte dell'iniziativa della Commissione europea di sviluppo del Cielo unico europeo, ovvero il sistema di gestione integrata delle rotte aeree.
La società è anche membro di EUROCONTROL, l'organizzazione civile e militare composta da 41 Stati la cui missione è di sviluppare e mantenere un efficiente sistema di controllo del traffico aereo insieme alle autorità nazionali dell'aviazione civile (in Italia ENAC), i fornitori dei servizi di controllo del traffico aereo (in Italia ENAV e Aeronautica Militare), gli utenti dello spazio aereo civile e militare, l'industria, le organizzazioni professionali e le istituzioni europee.

## Bilanci annuali

### Attività dichiarate

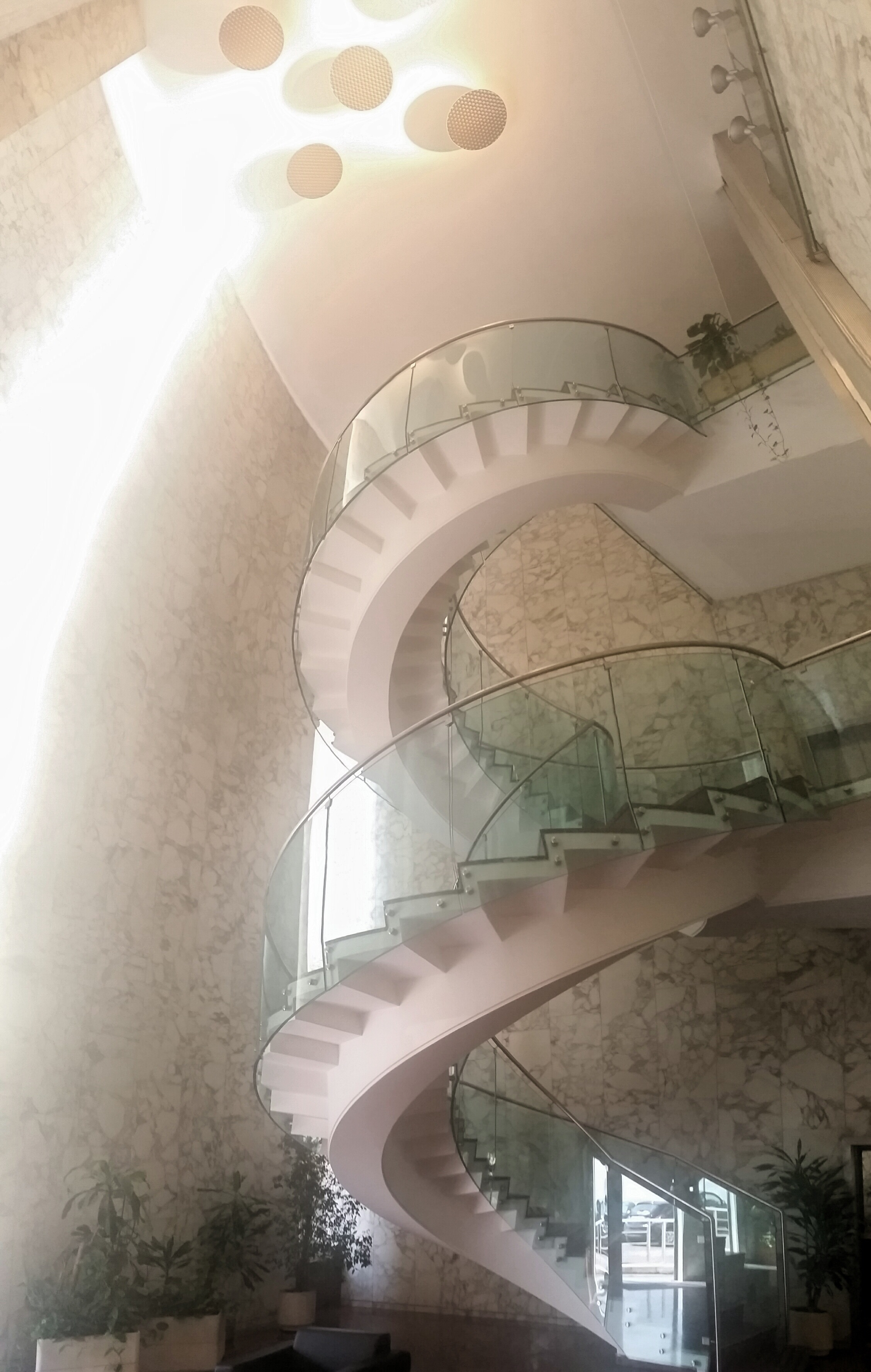
Scala dirigenti della sede Squibb, divenuta sede ENAV nel 1980. La scala è stata restaurata nel 2012.

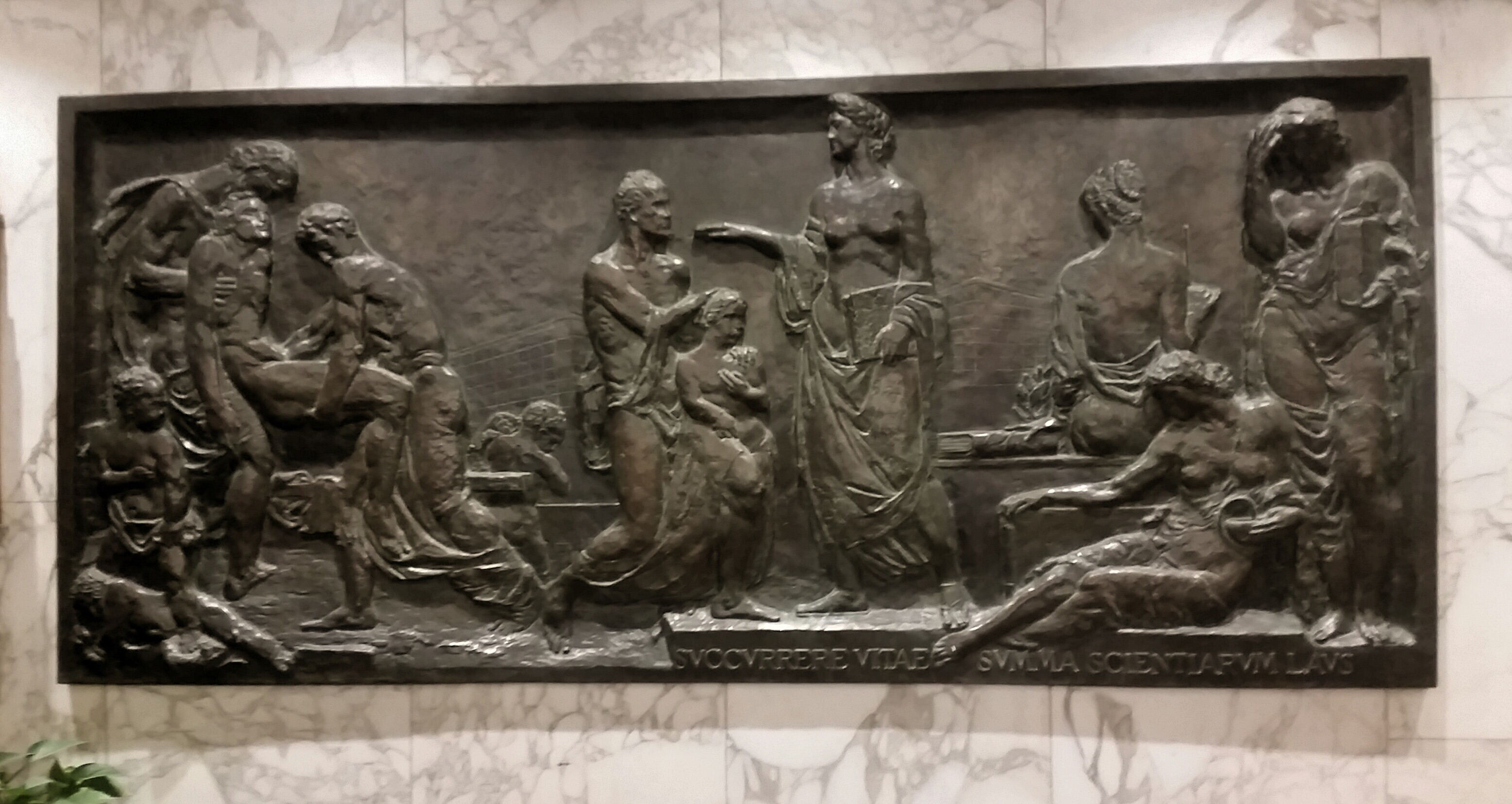
Bassorilievo in bronzo della sede Squibb, poi sede ENAV, con iscrizione latina: SUCCURRERE VITAE SUMMA SCIENTIARUM LAUS

ENAV svolge servizi di rotta (servizi di navigazione aerea in un volume di spazio aereo) e servizi di terminale (servizi di navigazione aerea, negli aeroporti e in un raggio di 20 km attorno a essi), attività dalle quali derivano i ricavi a bilancio.

### Ricavi da erogazioni dello Stato
Ai sensi del decreto interministeriale 28 dicembre 2007 (Trasporti-MEF-Difesa), in attuazione del Regolamento Comunitario n. 1794/2006 della Commissione europea (poi modificato dal Regolamento n. 1191/2010), alcune tipologie di voli sono esentati dal pagamento dei servizi di rotta e di terminale, che comunque vengono corrisposti a ENAV, in via sostitutiva, dallo Stato.
Inoltre, ENAV percepiva contributi statali a copertura di determinati costi sostenuti negli aeroporti in cui opera, soppressi con la legge di stabilità 2012, con l'eccezione di alcune voci relative al mantenimento della sicurezza operativa degli impianti (30 milioni nel 2013).

#### 2011
Nel 2011 ENAV ha conseguito ricavi per 771,32 milioni di euro, di cui:
- 506,36 milioni - Ricavi di rotta
- 105,47 milioni - Contributi statali a copertura di costi
- 56,21 milioni - Rettifiche tariffe per balance dell'anno
- 49,12 milioni - Ricavi di terminale
- 37,96 milioni - Esenzioni di terminale
- 26,13 milioni - Esenzioni di rotta
- 5,22 milioni - Business complementari

EBITDA di 219,94 milioni, EBIT di 61,67 milioni, utili per 12,43 milioni.
Il valore residuo delle immobilizzazioni immateriali è pari a 1,24 miliardi, l'indebitamento finanziario netto è pari a 489,92 milioni, il patrimonio netto è di 1,25 miliardi, 3 274 sono i dipendenti.
La voce balance è imputabile allo squilibrio tra costi e ricavi degli esercizi precedenti, che, con il metodo Full Cost Recovery, viene recuperato nel corso degli anni successivi, mediante un innalzamento/abbassamento delle tariffe: dal 1º gennaio 2012, con l'attuazione di due regolamenti europei, il meccanismo di cui sopra, è stato abolito e sostituito da sistemi di condivisione del rischio sul traffico e quindi sul fatturato, tra provider (ENAV in Italia) e utenti dello spazio aereo.

#### 2013
Nel 2013 ENAV ha conseguito ricavi per 799,63 milioni di euro, di cui:
- 567,63 milioni - Ricavi di rotta
- 169,31 milioni - Ricavi di terminale
- 21,47 milioni - Rettifiche tariffe per balance dell'anno
- 19,79 milioni - Fondo stabilizzazione tariffe
- 10,80 milioni - Esenzioni di rotta
- 7,24 milioni - Business complementari
- 3,36 milioni - Esenzioni di terminale

EBITDA di 245,2 milioni, EBIT pari a 94,7 milioni, utili per 50,52 milioni.
Il valore residuo delle immobilizzazioni immateriali è pari a 1,15 miliardi, il patrimonio netto è di 1,29 miliardi, 3 300 dipendenti, 1 524 019 voli assistiti.

## Vertici aziendali
Cronologia dei vertici aziendali.

### ENAV SpA
| Periodo                           | Carica e nome | Note          |
| --------------------------------- | --- | ------------- |
| dal 2023 (mandato 2023-2025)      | - Presidente: Alessandra Bruni - Amministratore delegato: Pasqualino Monti                                                                                      | [ 51 ]        |
| 2020-2023 (mandato 2020-2022)     | - Presidente: Francesca Isgrò - Amministratore delegato: Paolo Simioni                                                                                          | [ 52 ]        |
| 2017-2020 (mandato 2017-2019)     | - Presidente (dal 2018): Nicola Maione - Presidente (2017 - 2018): Roberto Scaramella - Amministratore delegato: Roberta Neri                                   | [ 53 ]        |
| 2014 - 2017                       | - Presidente (dal 2015): Ferdinando Franco Falco Beccalli - Presidente (2014 - 2015): Maria Teresa Di Matteo - Amministratore delegato (dal 2015): Roberta Neri | [ 54 ] [ 55 ] |
| novembre 2011 - 2014              | - Amministratore unico: Massimo Garbini | [ 56 ]        |
| 2011 (mandato 2011 - 2014)        | - Presidente: Luigi Martini - Vicepresidente: Massimo Varazzani - Amministratore delegato: Guido Pugliesi                                                       | [ 57 ] [ 58 ] |
| 2009 - 2011                       | - Presidente: Luigi Martini - Amministratore delegato: Guido Pugliesi                                                                                           |               |
| 2006 - 2008                       | - Presidente: Bruno Nieddu - Amministratore delegato: Guido Pugliesi                                                                                            |               |
| 2003 - 2005                       | - Presidente: Bruno Nieddu - Amministratore Delegato: Guido Pugliesi                                                                                            |               |
| 2002 - 2003                       | - Amministratore unico: Massimo Varazzani | [ 59 ]        |
| 2001 - 2002 (mandato 2001 - 2004) | - Presidente: Giulio Spano - Amministratore delegato: Sandro Gualano                                                                                            | [ 59 ]        |

### ENAV - Ente Nazionale Assistenza al Volo
| Periodo     | Carica e nome                                    | Note          |
| ----------- | ------------------------------------------------ | ------------- |
| 2000 - 2001 | - Commissario: Sandro Gualano                    |               |
| 1997 - 2000 | - Presidente: Luciano Mancini                    |               |
| 1997        | - Amministratore straordinario: Massimo D'Antona | [ 60 ]        |
| 1996        | - Presidente: Giovanni Tricomi                   | [ 61 ] [ 62 ] |
| 1995        | - Amministratore straordinario: Giovanni Tricomi | [ 63 ]        |
| 1995        | - Amministratore straordinario: Michele Sicoli   | [ 64 ]        |
| 1994 - 1995 | - Commissario straordinario: Stelio Nardini      | [ 65 ]        |
| 1992 - 1994 | - Presidente: Piero Tana                         | [ 66 ]        |
| 1986 - 1992 | - Presidente: Domenico Majone                    | [ 66 ] [ 67 ] |
| 1982 - 1986 | - Presidente: Antonio Mura                       | [ 68 ] [ 69 ] |
| 1981        | - Commissario: Antonio Mura                      | [ 65 ] [ 70 ] |

## Controversie

### Rapporti con l'Aeronautica Militare
Il transito dei controllori del traffico aereo dai ruoli dell'Aeronautica Militare all'AAAVTAG e poi all'ENAV è stato un tema controverso e fonte di acceso dibattito, anche a causa delle differenze retributive.
Nell'aprile 2015 è venuto in evidenza sulla stampa quello che è stato letto come un sostanziale contrasto fra ENAV e Aeronautica Militare circa il transito di personale dalla Forza Armata alla società per azioni, reso possibile da una specifica norma. I risparmi per la finanza pubblica posti alla base della norma erano stati già messi in dubbio dall'Aeronautica Militare e da ENAV nel 2014, quando la norma fu proposta. ENAV sosteneva infatti che avrebbe gestito gli aeroporti transitati dall'Aeronautica Militare impiegando proprio personale già formato.
ENAV ha diffuso dapprima una dichiarazione che è stata letta come se mettesse in dubbio l'attenzione per la sicurezza da parte dei militari, e in seguito dichiarazioni chiarificatrici della vicenda.

### Raccomandazioni, selezioni truccate e controversie legali
Nel 2019 il Tribunale di Roma ha condannato ENAV a risarcire il direttore del TG LA7 Enrico Mentana e la giornalista Flavia Filippi. Nel 2013, sul TG LA7 erano andati in onda due servizi ("ENAV, nuovo scandalo" e "Ombre sull'ENAV") dove si informava che tra i controllori di volo assunti con la selezione del 2010 — circa cinquanta su quasi settemila domande pervenute — c'erano "amici, parenti e figli". In particolare, l'amministratore unico di ENAV, all'epoca dei fatti Massimo Garbini — già controllore di volo e direttore generale dell'azienda, e nominato amministratore dal governo Monti a seguito delle indagini ENAV-Selex ES (Finmeccanica) — avrebbe propiziato in ENAV l'assunzione del secondo figlio Andrea (il primo, Simone, già controllore di volo da alcuni anni), di due compagni di scuola e dei figli di altri quattro importanti dirigenti. Il servizio aggiungeva che in ENAV lavoravano da tempo anche Alessandro Bellizzi, figlio del direttore generale Massimo Bellizzi, la cognata del direttore dell'Academy Alberto Valentini, il figlio del responsabile dell'area amministrativa e il figlio del responsabile dell'audit, che sarebbe stato "bocciato e poi ripescato" con la qualifica di esperto di assistenza al volo. ENAV aveva denunciato per diffamazione sia Mentana sia la Filippi: Garbini pretendeva un risarcimento per danno morale e di immagine di 500 000 euro, mentre ENAV di 9 milioni di euro. La querela è stata però bocciata dal Tribunale, che ha condannato ENAV a pagare le spese processuali.
Inoltre, a questo proposito, Francesco Giro ha presentato una interrogazione parlamentare in Senato, chiedendo al Ministro delle infrastrutture e dei trasporti "se sia corretto che ENAV, e quindi lo Stato — in quanto si tratta di una società controllata dal Ministero dell'economia e delle finanze e sottoposta alla vigilanza del Ministero delle infrastrutture e dei trasporti — debba pagare (con denaro pubblico) le spese processuali a causa della condotta dei suoi dirigenti."